# الانتخابات العامة في النيجر 2020–21
أجريت الانتخابات العامة في النيجر في 27 ديسمبر 2020 لانتخاب الرئيس والجمعية الوطنية. ونظرًا لعدم حصول أي مرشح رئاسي على أغلبية الأصوات، فقد عقدت الجولة الثانية في 21 فبراير 2021. وفي 23 فبراير أعلنت المفوضية الوطنية المستقلة للانتخابات نتيجة الجولة الثانية بحصول محمد بازوم -وزير الداخلية السابق ومرشح الحزب الحاكم- على 55.75% إلا أن هذه النتيجة مؤقتة ويجب تقديمها للمحكمة الدستورية لإقرارها.

## الخلفية
أكمل الرئيس محمدو يوسفو ولايته الثانية في عام 2021 والتزم علناً بالتنحي، مما يمهد الطريق لأول انتقال سلمي محتمل للسلطة في البلاد منذ الاستقلال. تقدم عدد قياسي من المرشحين بلغ 41 مرشحًا للترشح للرئاسة، ولكن قُبِل 30 فقط. وكان من بين المرشحين الـ 11 المرفوضين حمه أمادو، مرشح حزب المعارضة الرئيسي، الذي رفضت المحكمة الدستورية طلبه بسبب سجنه السابق لمدة عام في قضية الاتجار بالأطفال. أما أمادو الذي جاء في المركز الثاني في 2016 والثالث في انتخابات 2011، فقد نفى جميع التهم الموجهة إليه وادعى أنها ذات دوافع سياسية.

## النظام الانتخابي
يجري انتخاب الرئيس بنظام الدورتين؛ فإذا لم يحصل أي مرشح على أغلبية الأصوات في الجولة الأولى، تُعقد جولة ثانية.
يجري انتخاب أعضاء الجمعية الوطنية البالغ عددهم 171 بطريقتين؛ يُنتخب 158 عضوا من ثماني دوائر انتخابية متعددة الأعضاء على أساس المناطق السبع ونيامي عن طريق التمثيل النسبي لقائمة الحزب. يجري حجز ثمانية مقاعد أخرى لمجموعات الأقليات وخمسة مقاعد (واحد لكل قارة) للنيجيريين الذين يعيشون في الخارج بشكل دائم، ويتم انتخابهم جميعًا من دوائر انتخابية ذات عضو واحد عن طريق الفوز للأكثر أصواتًا.

## النتائج

### الرئيس
| المرشح                    | الحزب                                            | الجولة الأولى الأصوات—النسبة | الجولة الأولى الأصوات—النسبة | الجولة الثانية الأصوات—النسبة | الجولة الثانية الأصوات—النسبة |
| ------------------------- | ------------------------------------------------ | ---------------------------- | ---------------------------- | ----------------------------- | ----------------------------- |
| محمد بازوم                | Nigerien Party for Democracy and Socialism       | 1,879,543                    | 39.33%                       | 2٬501٬459                     | 55.75 %                       |
| ماهامان عثمان             | Democratic and Republican Renewal                | 811,838                      | 16.99%                       | 1٬985٬736                     | 44.25 %                       |
| سيني عمرو                 | الحركة الوطنية لتنمية المجتمع ‏                   | 427,623                      | 8.95%                        |                               |                               |
| Albadé Abouba             | الحركة الوطنية للجمهورية                         | 337,866                      | 7.07%                        |                               |                               |
| ابراهيم يعقوب ‏            | الحركة الوطنية النيجيرية                         | 257,151                      | 5.38%                        |                               |                               |
| سالو جيبو                 | Peace, Justice, Progress – Generation Doubara    | 142,656                      | 2.99%                        |                               |                               |
| Oumarou Malam Alma        | Rally for Peace and Progress                     | 118,038                      | 2.47%                        |                               |                               |
| Hassane Baraze Moussa     | Nigerien Alliance for Democracy and Progress     | 114,865                      | 2.4%                         |                               |                               |
| Omar Hamidou Tchana       | تحالف الحركات لظهور النيجر                       | 76,295                       | 1.6%                         |                               |                               |
| Amadou Ousmane            | Democratic Alternation for Fairness in Niger     | 63,299                       | 1.32%                        |                               |                               |
| Souleymane Garba          | Niger Party of Change – Mu Lura                  | 61,054                       | 1.28%                        |                               |                               |
| Idi Ango Ousmane          | Alliance for Democracy and the Republic – Mahita | 55,992                       | 1.17%                        |                               |                               |
| Nayoussa Nassirou         | Convention for Democracy and Social Progress     | 41,640                       | 0.87%                        |                               |                               |
| Ibrahim Gado              | Republican Council for Progress and Democracy    | 39,253                       | 0.82%                        |                               |                               |
| Mounkaila Issa            | Nigerien Rally for Democracy and Peace           | 38,197                       | 0.8%                         |                               |                               |
| Hamidou Mamadou Abdou     | African National Gathering Party                 | 35,907                       | 0.75%                        |                               |                               |
| Intinicar Alhassane       | Nigerien Party for Peace and Development         | 30,937                       | 0.65%                        |                               |                               |
| Abdoulkadri Alpha         | Gayya Zabbe Group                                | 28,866                       | 0.6%                         |                               |                               |
| Kane Habibou              | Synergy of Democrats for the Republic            | 27,100                       | 0.57%                        |                               |                               |
| Oumarou Abdourahamane     | Union for Patriotic Panafricanists               | 20,445                       | 0.43%                        |                               |                               |
| Moustapha Moustapha       | Party for a Political Revolution in Niger        | 20,309                       | 0.43%                        |                               |                               |
| Amadou Saidou             | Independent                                      | 20,160                       | 0.42%                        |                               |                               |
| Mahaman Hamissou Moumouni | Party for Justice and Development – Hakika       | 18,546                       | 0.39%                        |                               |                               |
| Djibrilla Mainassara      | Sawaba                                           | 17,182                       | 0.36%                        |                               |                               |
| Sagbo Adolphe             | Socialist Party–Imani                            | 17,029                       | 0.36%                        |                               |                               |
| Idrissa Issoufou          | Citizen's Movement for Development               | 16,963                       | 0.35%                        |                               |                               |
| أحمد سيسيه                | الاتحاد للديمقراطية والجمهورية                   | 16,798                       | 0.35%                        |                               |                               |
| Mamadou Doulla            | Redemption for the Sake of the Fatherland        | 16,725                       | 0.35%                        |                               |                               |
| Abdallah Souleymane       | Niger Forward (Nigerena)                         | 14,255                       | 0.3%                         |                               |                               |
| Ismael Ide                | Action Front for a New Niger                     | 12,041                       | 0.25%                        |                               |                               |
| إجمالي الأصوات الصحيحة    | النسبة من المصوتين                               | 4,778,573                    | 92.11%                       | 4,487,195                     | 95.78%                        |
| إجمالي الأصوات الباطلة    | النسبة من المصوتين                               | 409,095                      | 7.89%                        | 197,377                       | 4.21%                         |
| إجمالي عدد المصوتين       | النسبة من الناخبين                               | 5,187,668                    | 69.67%                       | 4,684,572                     | 62.9%                         |
| إجمالي عدد الناخبين       |                                                  | 7,446,556                    | 7,446,556                    | 7,446,556                     | 7,446,556                     |

أسفرت الجولة الأولى للانتخابات عن تصدر محمد بازوم بنسبة 39.33%، في حين حل الرئيس الأسبق ماهامان عثمان ثانيًا بنسبة 16.99%. وبذلك جرت الجولة الثانية بينهما في 21 فبراير لتحديد الرئيس القادم للنيجر.
وفي 23 فبراير أعلنت المفوضية الوطنية المستقلة للانتخابات نتيجة الجولة الثانية بحصول محمد بازوم على 55.75% وماهامان عثمان على 44.25% من الأصوات الصحيحة، إلا أن هذه النتيجة مؤقتة ويجب تقديمها للمحكمة الدستورية لإقرارها.

### الجمعية الوطنية
يبلغ إجمالي عدد مقاعد المجلس 171 مقعدا، أي أن هناك حاجة إلى 86 مقعدا للحصول على الأغلبية، يجري انتخاب الجمعية الوطنية كل 5 سنوات. ولم يجري الانتخاب على المقاعد الخمسة المخصصة للمقيمين بالخارج نظرا لعدم تحديث قوائم المقيمين بالخارج، وبالتالي أصبح أعضاء المجلس 166 فقط.
الحزب الفائز في الانتخابات التشريعية لعام 2020 هو حزب PNDS الذي حصل على 80 مقعدًا. جاء MODEN FA في المرتبة الثانية بـ19 مقعدًا. ثم كل من MNSD وMPR في المركز الثالث بـ 13 مقعدًا لكل منهما.
| الحزب                                          | المقاعد | +/-  |
| ---------------------------------------------- | ------- | ---- |
| Nigerien Party for Democracy and Socialism     | 80      | +5   |
| الحركة الديمقراطية النيجيرية للاتحاد الأفريقي  | 19      | –6   |
| الحركة الوطنية لتنمية المجتمع ‏                 | 13      | –7   |
| الحركة الوطنية للجمهورية                       | 13      | 0    |
| المؤتمر من أجل الجمهورية                       | 8       | +5   |
| Democratic and Republican Renewal              | 7       | جديد |
| الحركة الوطنية النيجيرية                       | 6       | +1   |
| Nigerien Alliance for Democracy and Progress   | 3       | –1   |
| Rally for Peace and Progress                   | 2       | جديد |
| Rally for Democracy and Progress ‏              | 2       | –1   |
| التحالف للتجديد الديمقراطي                     | 2       | 0    |
| تحالف الحركات لظهور النيجر                     | 2       | –1   |
| Peace, Justice, Progress–Generation Doubara    | 2       | جديد |
| Democratic Movement for the Emergence of Niger | 2       | جديد |
| التجمع الديمقراطي الاجتماعي                    | 1       | –3   |
| Alliance for Democracy and the Republic        | 1       | جديد |
| Democratic Alternation for Equity              | 1       | جديد |
| الحزب الديمقراطي الاجتماعي                     | 1       | –1   |
| Nigerien Rally for Democracy and Peace         | 1       | جديد |
| إجمالي المقاعد                                 | 166     | 166  |

## ردود الفعل
وعقب الانتخابات جرت تظاهرات طالب فيها المتظاهرون حكومة محمد بازوم بالاستقالة وإعادة فرز النتائج. قُتل شخصان خلال المظاهرات التي جرت في 25-26 فبراير عندما أطلقت الشرطة الغاز المسيل للدموع على المتظاهرين. ورشق المتظاهرون الجنود في الآليات العسكرية بالحجارة، وجرت اشتبكات مع المتظاهرين في نيامي. استمرت الاحتجاجات ثلاثة أيام، ابتداءً من 23 فبراير.

## روابط خارجية
- اللجنة الانتخابية الوطنية المستقلة في النيجر (بالفرنسية)
- دستور النيجر لعام 2010 (الحالي) مع التعديلات حتى عام 2017 من موقع Constuteproject.org